# David Graf (Radsportler)
David Graf (* 8. September 1989 in Winterthur) ist ein Schweizer BMX- und Mountainbikefahrer (Four Cross) aus Winterthur.
Bisher wurde Graf sechsmal Schweizer Meister im BMX (2013, 2014 und 2016–2019), wobei er bereits vorher zweimal in die Medaillenplätze gefahren war. International holte er sich 2015 an den BMX-Weltmeisterschaften in Belgien sowie an den Europaspielen in Baku jeweils Bronze. 2016 wurde er Zweiter an den BMX-Europameisterschaften in Italien. Bei den Olympischen Spielen 2016 schied er im Halbfinal aus, nachdem er im Vorlauf die zweitbeste Zeit gefahren war.
Seine beste Platzierung im Fourcross ist der 4. Platz im Jahr 2012, wobei der erste Platz damals an Roger Rinderknecht ging, der wie Graf ebenfalls Mitglied von Powerbike Winterthur und heute BMX-Nationaltrainer der Schweiz ist.
David Graf wurde am 2. März 2016 zum Winterthurer Sportler des Jahres 2015 gewählt.
2018 holte er sich den ersten Weltmeistertitel im Pumptrack.
Seinen ursprünglich auf 2020 geplanten Rücktritt und die Übernahme des Amtes als BMX-Nationaltrainer verschob Graf zusammen mit der Verschiebung der Olympischen Spiele aufgrund der Coronapandemie um ein Jahr. In der Vorbereitung auf die nun verschobenen olympischen Spiele gelang ihm im Mai 2021 in Verona nach zuvor sechs Podestplatzierungen und 23 Finalteilnahmen der erste BMX-Weltcupsieg vor seinem Winterthurer Vereinskollegen Simon Marquart, der am Tag zuvor den ersten Schweizer Weltcupsieg der Geschichte mit David Graf als Zweitplatziertem hatte realisieren können.